# 南タイ語
南タイ語（みなみタイご、ภาษาใต้）はタイ王国のマレー半島部・南部で話される言語である。タイ族の喋る南タイ語を標準的な言葉として、ムスリムの喋る南タイ語と、華僑の喋る南タイ語を持つ。標準語の持つアクセントに縛られず、全体的に高声が目立つ。一語の持つ声調がある程度決まっているものの、文章中で前後に来る言葉によってその語の声調は変わり、流動的である。語彙は後述するように、マレー語や中国語の華南方言からの借用語が中央タイ語に比べて多い。
ムスリムの南タイ語は国内ではヤーウィー語（Javi、ยาวี。ジャワ（Java）の語が変化したもの）と呼ばれるマレー語の影響が強く、บัง（マレー語bang←abang。兄さん）、มะ（mak。母さん）などの語が会話の中に目立つ。中には、อาลลามะ（allahmak、なんてこった！）のように宗教関係なく使われるものも有る。
華僑の南タイ語は独特の語彙をもっていて、主に家庭内で使われているが、ムスリムよりも同化が激しいため、現在ではあまりみられなくなった。